# Forresters Beach
Forresters Beach est une banlieue côtière de la région de Central Coast en Nouvelle-Galles du Sud en Australie. Elle est située entre Terrigal et Bateau Bay. Il s'agit de la banlieue la plus au nord de la zone d'administration locale de la Ville de Gosford.

## Toponymie
La banlieue est nommée d'après Robert Forrester qui a acheté 50 acres de terre en 1861.

## Géographie
Forresters Beach est située à 15 km à l'est-nord-est de Gosford et à 7 km au nord de Terrigal. Elle fait partie de la zone d'administration locale de la Ville de Gosford.

## Annexe